# Gerard Pietersz. Schaep

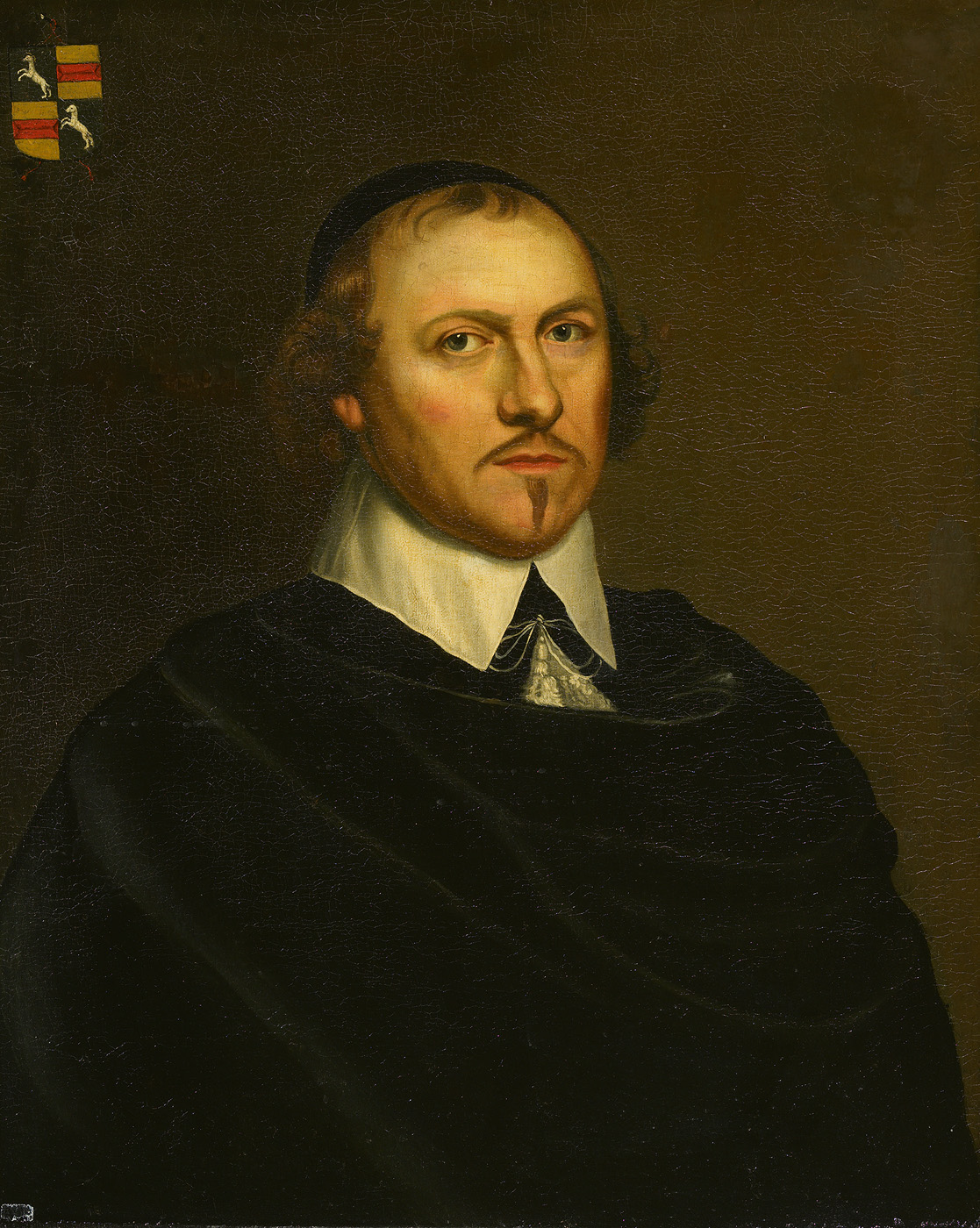
Gerard Pietersz. Schaep

Gerard Pietersz. Schaep (Amsterdam, 1599 - Amsterdam, 1655) was een Nederlands diplomaat, genealoog en historicus. Gerard Pietersz was een lid van het geslacht Schaep.
Hij trouwde met Jeanne de Visscher. Hij was een vurig amateurgenealoog, die door list en overleg allerlei familiepapieren in handen kreeg. Schaep liet een aantal gefantaseerde familieportretten schilderen om zijn middeleeuwse afkomst te verheerlijken. Hij was van plan een geschiedenis van Amsterdam te schrijven en verzamelde sinds 1624 allerlei stukken, die lang in de familie bewaard zijn gebleven. Het was Schaep die noteerde dat Amsterdam in 1622 meer dan 104.000 inwoners had.
Schaep fungeerde als spreekbuis voor het calvinistische deel in de vroedschap, maar werd verbannen naar de Admiraliteit van Zeeland. Rond 1648 was hij werkzaam voor de Rekenkamer te Den Haag. Schaep werd in mei 1650 door Jacob Cats naar Engeland gestuurd om met Oliver Cromwell te overleggen. Hij werd met veel egards ingehaald en kreeg onderdak aan het St. James's Park. Er werden destijds veel Hollandse schepen aangehouden, zowel door de royalisten als de voorstanders van de Commonwealth. Schaep bemoeide zich bovendien met de uitkering aan de Winterkoningin, die door de Republiek werd onderhouden. In juli 1650 raakte hij in opspraak bij de aanslag van stadhouder Willem II op Amsterdam. De anti-stadhouderlijke regenten reageerden met de Acte van Seclusie.
In 1654 na de dood van Cornelis Bicker wist Schaep dat een verkiezing van een nieuwe burgemeester eigenlijk doorgestoken kaart was. De heren hadden onderling al besloten wie zijn opvolger zou worden, Albert de Pater.
Hij was de vader van Pieter en Johan Bernard Schaep.